# XXXV symfonia (KV 385)
XXXV Symfonia D-dur KV 385, zwana Haffnerowską − symfonia skomponowana przez W.A. Mozarta w lipcu 1782 w Wiedniu. Powstała na zamówienie z Salzburga, po ostatecznym przeniesieniu się kompozytora do Wiednia. Pierwotnie zawierała wprowadzający marsz, który później został usunięty, i dwa menuety, z których tylko jeden pozostał w końcowej wersji.

## CzęściSymfonii
1. Allegro con spirito (4/4)
2. Andante (2/4)
3. Menuetto (3/4)
4. Finale: Presto (2/2)

## Instrumentacja
- 2 flety
- 2 oboje
- 2 klarnety
- 2 fagoty
- 2 rogi
- 2 trąbki
- kotły
- kwintet smyczkowy